# Nathrius
Nathrius is een kevergeslacht uit de familie van de boktorren (Cerambycidae). De wetenschappelijke naam van het geslacht werd voor het eerst geldig gepubliceerd in 1916 door Brèthes.

## Soorten
Nathrius omvat de volgende soorten:
- Nathrius berlandi (Villiers, 1946)
- Nathrius brevipennis (Mulsant, 1839)
- Nathrius cypericus Sláma & Berger, 2006